# René Mlekuz
Pour les articles homonymes, voir Mlekuz.
René Mlekuz, né le 25 août 1975, est un ancien skieur alpin slovène.

## Coupe du Monde
- Meilleur classement final: 60e en 1997.
- Meilleur résultat: 2e.